# 스기우라 교헤이
스기우라 교헤이(일본어: 杉浦 恭平, 1989년 1월 11일 ~ )는 일본의 축구 선수이다. 현재 J2리그의 츠바이겐 가나자와에서 뛰고 있다.

## 구단 경력
그는 2007년부터 J리그의 가와사키 프론탈레, 에히메 FC, 비셀 고베, 베갈타 센다이, 츠바이겐 가나자와에서 뛰었다.